# Đồi Zyndram
Đồi Zyndram (pol. Góra Zyndrama) là một địa điểm khảo cổ nằm ở phía Nam Ba Lan, thuộc làng Maszkowice, xã Łącko. Đó là một khu định cư phòng thủ thời tiền sử bị chiếm đóng trong Thời kỳ đồ đồng sớm (1750-1550 trước Công nguyên), vào thời kỳ đồ đồng muộn và đồ sắt sớm (950-400 trước Công nguyên) và trong thời kỳ La Tène (200-50 trước Công nguyên).
Bản thân ngọn đồi là một phần của dãy Beskid Wyspowy, thuộc khu vực Bắc Carpathians. Khu vực này nằm ở độ cao 410 mét so với mực nước biển và cao nguyên của nó đang nâng lên đáng kể (vài chục mét) trên Lưu vực Łącko và thung lũng sông Dunajec. Vào những năm 60 và 70, nó được Maria Cabalska khai quật từ Đại học Jagiellonia ở Kraków. Marcin S. Przybyła (cũng từ JU ở Kraków) đã thực hiện dự án nghiên cứu mới từ năm 2010  Các cuộc khai quật và nghiên cứu mới đã mang lại một loạt các thông tin ngoạn mục.
Phân tích các cổ vật chứng minh rằng vào lúc đầu (1750-1550 trước Công nguyên), khu định cư được cư trú có lẽ là nơi cư trú của văn hóa Ottomány. Trong thời kỳ này (khoảng năm 1750 trước Công nguyên), một công trình xây dựng bằng đá hoành tráng đã được xây dựng xung quanh cao nguyên của ngọn đồi (nguồn sa thạch địa phương đã được sử dụng). Ví dụ về kiến trúc đá này là một trong những kiến trúc lâu đời nhất ở châu Âu (không bao gồm khu vực Địa Trung Hải) và nó là lâu đời nhất ở Ba Lan. Bức tường đá của Đồi Zyndram về các giải pháp kỹ thuật có mối liên hệ với các công trình của dãy núi Alps và Địa Trung Hải. Điều đó cho thấy rằng một số người sáng lập của khu định cư là từ các phần phía nam của châu Âu. Các nhà khảo cổ cũng phát hiện ra phần còn lại của những ngôi nhà từ thời kỳ này.
Cao nguyên đã có người ở vào thời kỳ đồ đồng muộn sau một thời gian gián đoạn 500 năm. Độ lún của thời kỳ thứ hai (950-400 trước Công nguyên) có lẽ lớn hơn nhiều. Theo các quan sát địa tầng, phần còn lại của việc xây dựng đá sớm nhất đã được tái sử dụng. Các công sự bằng gỗ và đất cũng được xây dựng. Dân số của giai đoạn này có lẽ liên quan nhiều nhất đến các xã hội địa phương của khu vực Carpathian (tức là văn hóa Gava) và truyền thống của cái gọi là văn hóa Urnfield.
Dấu vết định cư cuối cùng có thể được kết nối với Thời kỳ La Tène (200-50 trước Công nguyên). Đồi Zyndram là nơi sinh sống của dân cư văn hóa Puchov. Người ta cho rằng khu vực chiếm đóng bị thu hẹp đáng kể trong giai đoạn này.
Truyền thống và truyền thuyết địa phương muốn liên kết Đồi Zyndram với lâu đài của Zyndram thuộc Maszkowice (một hiệp sĩ thời trung cổ Ba Lan và quan chức hoàng gia). Giả định này đã bị bác bỏ bởi các nhà khảo cổ học đã chứng minh nguồn gốc tiền sử của đỉnh đồi và các công sự của nó. 

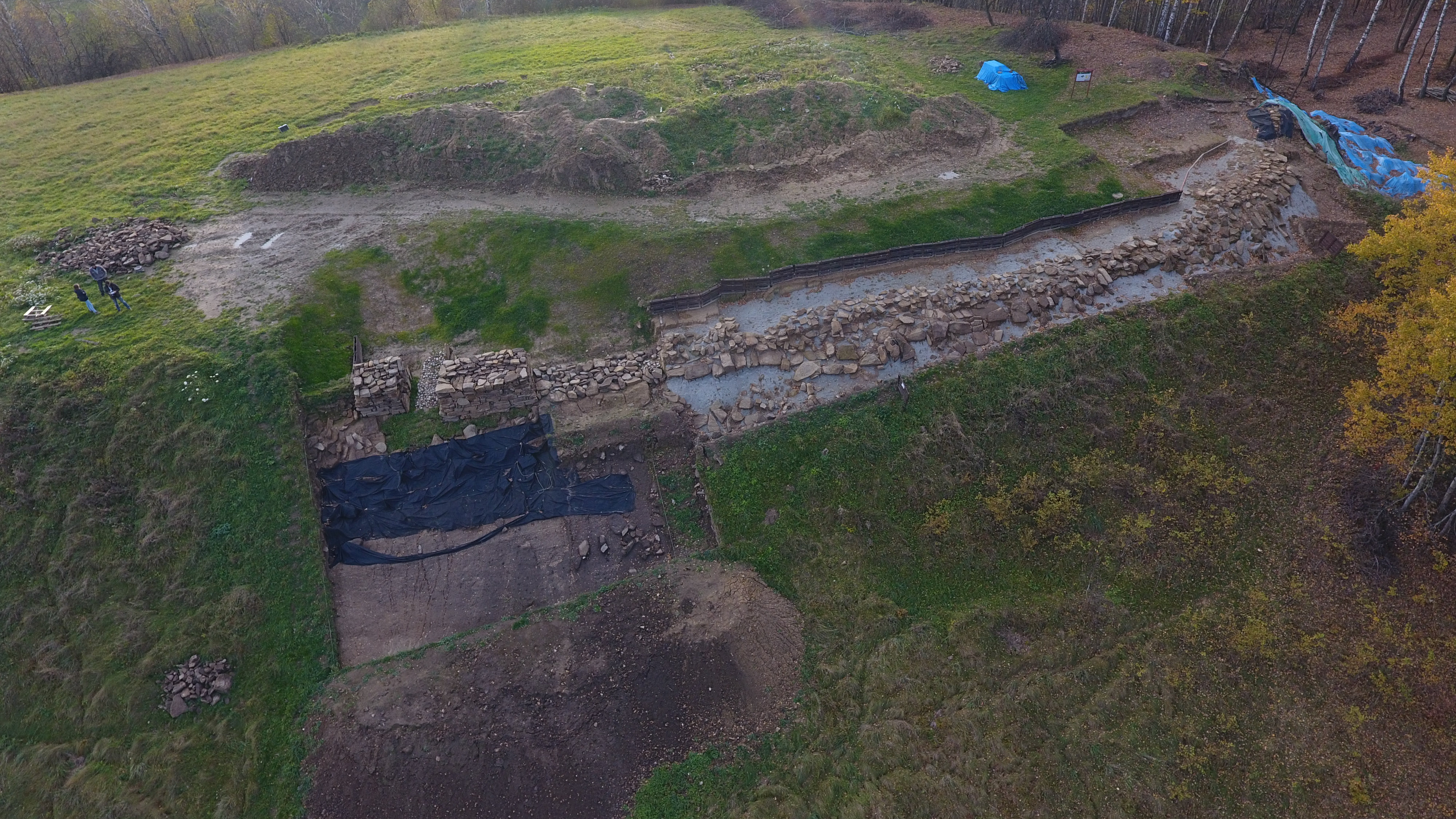
Địa điểm khảo cổ ở Maszkowice (Tây Carpathians) - khu vực khai quật với các di tích của bức tường đá Thời kỳ đồ đồng sớm được tiết lộ vào năm 2016-2018 và cổng phía đông sau khi được phục hồi (bên trái). Tháng 10 năm 2018

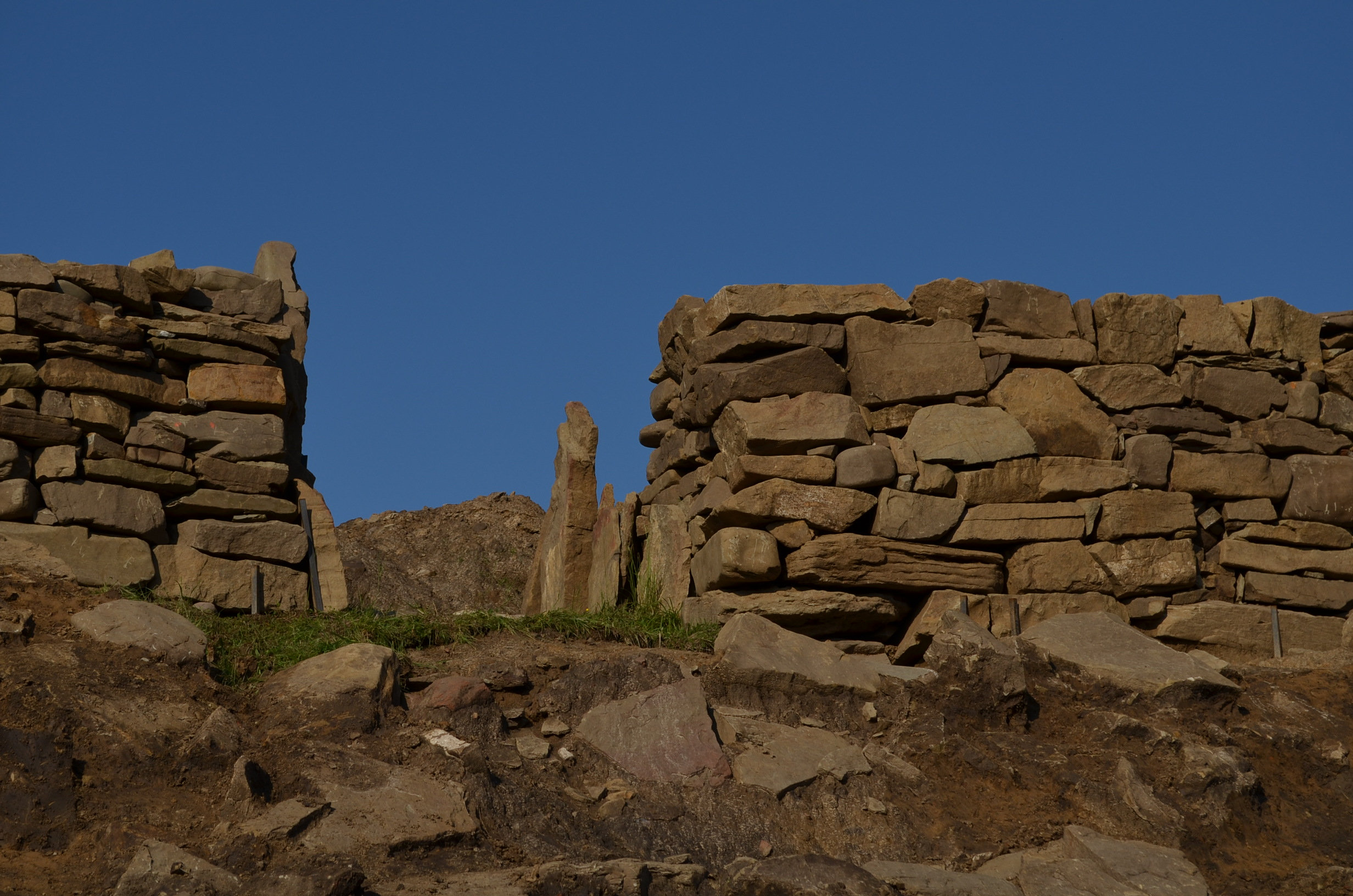
Đỉnh đồi Thời kỳ đồ đồng sớm ở Maszkowice (Tây Carpathians) - cửa ngõ phía đông sau khi được phục hồi vào năm 2018